# Južnoafriška republika
Južnoafriška republika (nizozemsko Zuid-Afrikaansche Republiek, skrajšano ZAR; afrikansko Suid-Afrikaanse Republiek), znana tudi kot Transvaalska republika, je bila neodvisna burska republika v južni Afriki, ki je obstajala od leta 1852 do 1902, ko je bila zaradi druge burske vojne priključena Britanskemu imperij
ZAR je bil ustanovljen kot rezultat konvencije Sand River iz leta 1852, v kateri se je britanska vlada strinjala, da bo uradno priznala neodvisnost Burov, ki živijo severno od reke Vaal. Odnosi med ZAR in Veliko Britanijo so se začeli slabšati, potem ko se je britanska Kapska kolonija razširila v notranjost južne Afrike, kar je sčasoma privedlo do izbruha prve burske vojne med obema narodoma. Burska zmaga je potrdila neodvisnost ZAR; vendar so se napetosti Anglo-ZAR kmalu spet razplamtele zaradi različnih diplomatskih vprašanj. Leta 1899 je ponovno izbruhnila vojna med Britanijo in ZAR, ki so jo britanske sile hitro zasedle. Številni burski borci v ZAR se niso hoteli predati, zaradi česar je britanski poveljnik Lord Kitchener odredil sprejetje več politik požgane zemlje. V pogodbi, ki je končala vojno, se je ZAR preoblikovala v kolonijo Transvaal in sčasoma v Južnoafriško unijo. Med prvo svetovno vojno je prišlo do spodletelega poskusa oživitve republike z Maritzovim uporom.
Območje, ki je bilo nekoč ZAR, zdaj obsega vse ali večino provinc Gauteng, Limpopo, Mpumalanga in Severozahod v severovzhodnem delu današnja Južne Afrike.

## Ime in etimologija
Leta 1853 je Volksraad sprejel resolucijo, s katero je na kratko sprejel ime Zuid Afrikaansche Republiek (Južnoafriška republika). Istega leta je Volksraad državo preimenoval v Zuid-Afrikaansche Republiek Benoorden de Vaalrivier (Južnoafriška republika severno od reke Vaal). Leta 1858 je ustava trajno določila ime države kot Zuid Afrikaansche Republiek. ZAR se je pogosto imenovala tudi Transvaal v povezavi z območjem onkraj (ali 'čez') reke Vaal, tudi v britanskem in evropskem tisku. Britanci so nasprotovali uporabi imena Zuid Afrikaansche Republiek. Po koncu prve burske vojne je ZAR prišla pod britansko suverenost in v Pretorijski konvenciji z dne 3. avgusta 1881 so Britanci vztrajali pri uporabi imena Transvaal State namesto Zuid Afrikaansche Republiek. Ta konvencija je bila ponovno pogajana v kasnejši pogodbi med Veliko Britanijo in ZAR, Londonski konvenciji z dne 27. februarja 1884, kjer je Velika Britanija pristala na zahteve ZAR, da se vrne k uporabi prejšnjega imena.
Ime Južnoafriška republika je bilo tako političnega pomena, da so Britanci 1. septembra 1900 s posebno razglasitvijo razglasili, da se je ime države spremenilo iz Zuid Afrikaansche Republiek v Transpaal. Ta razglas je bil izdan med britansko okupacijo regije v drugi burski vojni in ko je bila ZAR nominalno še vedno neodvisna država.
31. maja 1902 je bila med vlado Južnoafriške republike, vlado Svobodne države Oranje in britansko vlado podpisana Vereeniginška pogodba, s katero se je končala vojna in ZAR preoblikovala v kolonijo Transvaal. Po ustanovitvi Južnoafriške unije leta 1910 je kolonija Transvaal postala provinca Transvaal. Ime Transvaal se je dokončno spremenilo leta 1994, ko je južnoafriška vlada, v kateri je po apartheidu prevladoval Afriški nacionalni kongres, provinco razdelila na štiri province in osrednjo regijo preimenovala v Gauteng.

## Zgodovina

### Ustanovitev
Burske republike so nastale, ko so Britanci leta 1806 priključili Kapsko kolonijo od Nizozemcev, da bi preprečili, da bi morske poti na vzhod (v Indijo itd.) padle v roke Napoleona. To območje so naseljevali Buri, ki so se, nezadovoljni z britansko oblastjo, odločili zapustiti kolonijo in se preseliti v notranjost Južne Afrike v tem, kar je postalo Veliki pohod. Ti Buri so se nato naselili na teh ozemljih in postali kmetje.
Južnoafriška republika je nastala 17. januarja 1852, ko so Britanci podpisali pogodbo o konvenciji Sand River s približno 40.000 Buri, s katero so priznali njihovo neodvisnost v regiji severno od reke Vaal, ki je bila prej pod britansko priključitvijo kot Svobodna država Oranje.
Prvi predsednik ZAR je bil Marthinus Wessel Pretorius, izvoljen leta 1857, sin burske voditeljice Andriesa Pretoriusa, ki je Burom poveljeval do zmage v bitki pri Blood River. Glavno mesto je bilo ustanovljeno v Potchefstroomu, kasneje pa preseljeno v Pretorio. Parlament se je imenoval Volksraad in je imel 24 članov.

### Britanska aneksija
V 1870-ih je britanski državni sekretar za kolonije, lord Carnarvon, sprejel politiko konfederacije Južne Afrike, da bi rešil težave nemirne meje in zadrževanja Burov, ki so ogrožali njuni koloniji Natal in Rt dobrega upanja. Ti koloniji sta bili bistvenega pomena za zagotavljanje poti do Indije, ki je bila glavna britanska kolonija. Konfederacija južnoafriške regije naj bi bila zelo koristna za Britance, saj bi »pocenila upravljanje zadev« in zmanjšala potrebo po imperialnem denarju in vojakih.
Prvo vprašanje, ki je spodbudilo aneksijo Transvaala, je bila možnost, da bi Buri dobili izhod na morje, kar je britanska vlada poskušala preprečiti, kot je pokazala aneksija Natala, ki je bila prej burska republika Natalija. Do aneksije je prišlo, ker je MacMahonova nagrada podelila zaliv Delagoa Portugalcem, ki so bili prijazni do Burov. Transvaalska vlada je takoj sprejela ukrepe za pridobitev posojila za izgradnjo železnice tam in celo vodila pogovore o neposrednem nakupu zaliva. Ta železnica in nakup sta povzročila izgubo edinega nadzora, ki so ga imeli Britanci, saj so prej lahko vsaj omejili dobavo orožja in streliva, ki se je izvažalo in je padlo v roke Burov in domačinov, ter s tem zajezili tisto, kar so Britanci videli kot anarhijo v Transvaalu. Poleg tega je morski izhod, ki so ga Buri pridobili in je bil zunaj nadzora Britancev, precej otežil prepričevanje Burov, da vstopijo v južnoafriško konfederacijo, saj so Buri posledično dosegli večjo neodvisnost.
Poleg tega je bilo zunanje ministrstvo zaskrbljeno, da bi odprtje zaliva Delagoa lahko pomenilo vpletenost drugih držav v Transvaal, kar bi lahko ogrozilo Kapsko kolonijo. To zaskrbljenost je okrepilo dejstvo, da so se nekateri nemški trgovci že obrnili na Bismarka s predlogom, da priključi Transvaal, kar je sicer zavrnjeno, a je sprožilo možnost, da bi Buri zaprosili za nemško zaščito, kar pa je posledično povečalo možnost pojava tuje in neprijazne sile na Kaplandskem otočju, ki bi lahko ogrozila položaj Velike Britanije tam. Te strahove je še okrepilo potovanje predsednika Transvaala Thomasa Burgersa v Evropo, med katerim je poskušal ispogajati posojilo za železnico, pa tudi morebitna evropska zavezništva.
Drugo vprašanje, ki je spodbudilo priključitev, je bila politika do domačinov in odnosi Burov z lokalnimi afriškimi kraljestvi. Britanci so te odnose imeli za problem že od ustanovitve ZAR. Le eno leto po konvenciji Sand Rivers je namestnik guvernerja Natala, Benjamin Pine, poročal, da so Buri pogodbo razlagali tako, da je Zululand postavila pod njihov izključni nadzor. Pine je izjavil, da bi takšna zveza Zulujev in Burov, ki so želeli ustvariti naselbino v severozahodnem kotu Zululanda, ogrozila varnost Natala. Zaradi te kombinacije bi bil nadzor nad ozemljem okoli Utrechta sporen med Buri in Zuluji, kar je v regiji povečalo napetosti. Buri so se provokativno obnašali tudi do ljudstev Bantu, ki so živela v Bechuanalandu: na primer, leta 1852 so burski komandosi napadli mesto Kvena in zajeli veliko ujetnikov, leta 1857 pa je burski komandos vodil še en napad na Batlhaping, potem ko je trdil, da so jim pripadniki plemena ukradli živino. Za Britance so imeli ti konflikti veliko verjetnost za eskalacijo in so predstavljali velike težave ne glede na izid: če bi Buri zmagali v vojni proti Zulujem, bi se število zulujskih beguncev na že tako prenaseljenem območju Natala znatno povečalo, razseljevanje ljudi pa je ustvarilo vzdušje, ki spodbuja vojno, kot so pokazale vojne Xhosa. Če bi Zuluji zmagali, bi druga neodvisna plemena, kot so Bantujci, Pondoji, Svaziji, Bapediji in drugi, pridobila zaupanje, da bi lahko dosegla neodvisnost od Britancev ali vsaj ponudila britanski odpor, s čimer bi ogrozila Kapsko kolonijo. Priključitev je bila torej edini način, da se prepreči kateri koli od teh izidov.
Kar je sprožilo ukrepanje in potrdilo zgoraj omenjene strahove, je bila vojna leta 1876 med Buri in bapedijskim poglavarjem Sekhukhunejem. Buri so se sprva soočili s težkimi porazi: republika je bila blizu bankrota, obleganje Sekhukhunejeve trdnjave pa je propadlo, ker so pripadniki komandosov ugovarjali Burgersovi teologiji, ga označili za heretika in množično opustili obleganje. Sir Henry Barkley je ta neuspeh prikazoval kot velik in odločilen poraz Burov, zaradi česar je pričakoval takojšnjo prošnjo visokemu komisarju za prevzem države. A. N. Pelzer je zapisal: »Čeprav je Sekhukhune predlagal mir, ni bil poražen in to dejstvo je skupaj s nestabilnim finančnim položajem dalo siru Theophilusu Shepstonu izgovor, ki ga je potreboval za priključitev republike [kot Transvaala, britanske kolonije, 12. aprila 1877].« Barklyjevo opozorilo je pospešilo ukrepanje lorda Carnarvona in privedlo do odposlanstva sira Theophilusa Shepstona, ki se je ravno nahajal v Angliji, na misiji posebnega komisarja, »da izvede vsa pogajanja, ki se bodo izkazala za potrebna in izvedljiva«. Shepstonov nalog ga je pooblastil za priključitev Transvaala, če je bil prepričan, da si to želi zadostno število prebivalcev ali zakonodajnega telesa. Do Shepstonovega prihoda pa so Bapedi in Buri že podpisali mirovno pogodbo. Vendar tega konflikta ni mogoče zlahka odpisati kot »slikovitega izgovora« za priključitev. Kljub burski 'zmagi' so Buri in Bapedi 16. februarja 1877 s posredovanjem Aleksandra Merenskega podpisali mirovno pogodbo v Botshabelu. Kljub temu pa položaja ni bilo mogoče opisati drugače kot kritičnega. Vojna je bila draga in je vlado republike pripeljala do insolventnosti, dezerterstvo burskih komandosov pa je Zulujem, največjim sovražnikom Burov, dalo vtis, da je Transvaal šibek, saj so komaj premagali Sekhukhuneja, ki so ga imeli za manjšega vazala. Spomladi in poleti 1876–77 so se ponovno razplamteli obmejni spopadi med Zuluji in Buri, Cetewayo, zulski kralj, pa je začel premikati svoje impise proti meji med Transvaalom in Zululandom.
V prepričanju, da je edini odgovor na nestabilnost v regiji britanska intervencija, je visoki uradnik vojnega ministrstva Sir Garnet Wolseley trdil, da bi morala Britanija »uporabiti Cetewayo kot močan vzvod za vplivanje na omahljiv duh«. Zato se domneva, da so Britanci nevarnost, ki so jo predstavljali Zuluji, posebej ustvarili, da bi Bure spodbudili k aneksiji, in da so se impisi zbrali na meji »na Shepstoneov namig«. To domnevo podpira prisotnost zulujskih odposlancev marca 1877 v Natalu, ki so izjavili, da se je zulujska vojska zbrala »v pripravljenosti na poziv Somtseuja (Shepstonea), da bi šla obhod proti zgornji strani Nizozemcev«. Še več, Shepstone je od sira Henryja Bulwerja, britanskega namestnika guvernerja Natala, zahteval, naj preneha z uvozom vojaškega materiala v Transvaal.
Vendar ne gre podcenjevati neodvisnosti Zulujskega kraljestva in ne pretiravati z vplivom, ki ga je imel Shepstone na Cetewayo. Zuluje je ohranjal zveste Britancem zaradi strahu pred Buri: ko pa so Zuluji spoznali, da Buri niso grožnja, so spoznali, da se jim ni treba sprijazniti z britanskimi zahtevami. To kaže Cetewayov odgovor na pozive namestnika guvernerja Natala k miru: »Ne bom ukrepal na svoj račun. Ne bom se strinjal z nobenimi zakoni ali pravili Natala.« Shepstone je 14. februarja 1877 zapisal: »Dokler sem tukaj, Cetewayo ne bo storil ničesar; če pa bi se umaknil, ne da bi dokončal svojo misijo [aneksijo], verjamem, da ga ne bi napadli in izbrisali le Zuluji, ampak vsa domorodna plemena v Transvaalu in na meji z njim.« Nevarnost napada Zulujev je bila torej zelo resnična in si je Britanci niso izmislili. Vendar so Britanci pritiskali na Bure, da bi vzbudili zaskrbljenost zaradi nevarnosti, ki jo predstavljajo Zuluji, saj so jim preprečili dostop do obale, kar jim je preprečilo, da bi izkoristili carine na pomorski uvoz in izvoz, ter jim odrezali vir orožja, kar je prispevalo k njihovemu strahu pred napadom Zulujev.
Leta 1877 je Shepstone zapustil Natal in se odpravil v Pretorio. Toplo ga je sprejel Burgers, predsednik Transvaala. Ker je bila država na predvečer volitev, ki jih je Burgers zaradi svoje nepriljubljenosti neizogibno izgubil, je bil sir Theophilius »nedvomno prepričan o Burgersovi podpori proti njihovemu skupnemu sovražniku: Krugerju«, saj je bil Kruger Burgerjev glavni tekmec na volitvah, proti kateremu je lahko izkoristil pomoč Natalijca (Shepstona). Thomas Burgers je upal, da bo s Shepstonovo prisotnostjo prepričal Volksraad, da bi kot alternativo priključitvi sprejel reformo ustave, ki bi okrepila njegovo izvršilno oblast in podaljšala njegovo vladavino za dve leti. Tudi ko je Shepstone obvestil Burgersa o svoji odločenosti, da bo priključil Transvaal, mu je Burgers zagotovil svoje sodelovanje. 
Nekateri trdijo, da je Shepstone območje priključil naglo, »ne da bi se trudil ugotoviti dejansko smer nizozemskega mnenja«. Vendar pa njegova odločitev zagotovo ni bila sprejeta naglo, saj je pred razglasitvijo priključitve tri mesece ostal v Pretorii in bil takrat v stiku s člani skupnosti v Pretorii. Poleg tega so bili meščani zaradi gospodarske depresije in »neozdravljive insolventnosti« vlade pripravljeni podpreti priključitev, ki naj bi rešila te težave in jim hkrati nudila zaščito pred domačini. Poleg tega je državni tožilec dr. Jorissen menil, da bi si, če bi Shepstone po priključitvi sklical Volksraad, pridobil zaupnico.
V Pretorii je bila priključitev sprejeta dokaj mirno. Republikanska tiskarna (De Volksstem) ni imela težav s tiskanjem Shepstonove razglasitve. Kljub uradnemu protestu izvršnega sveta so vsi člani razen enega ohranili svoje funkcije tudi pod novo upravo, med aneksijo ali takoj po njej pa ni prišlo do nobenih vojaških incidentov. Sir Garnet Wolseley, visoki komisar za jugovzhodno Afriko, je Sekhukhuneju napovedal vojno. Wolseley je leta 1879 z britanskimi in zavezniškimi četami, vključno s Svaziji, ki so podpirali Burgersa, premagal Sekhukhuneja in ga zaprl v Pretorii. Ko je bila grožnja Bapedijev odpravljena, Burgerji niso bili več tako dovzetni za britansko oblast.
13. decembra 1880 so bili člani zadnjega Volksraada sklicani na sestanek v Paardekraalu. Sestanek je oblast prepustil triumviratu: Paulu Krugerju, Pietu Joubertu in Marthinusu Wesselu Pretoriusu. Heidelberg so razglasili za svoj sedež vlade in 16. decembra tam dvignili Vierkleur. Vojna, ki okupacijskim britanskim četam ni bila uradno napovedana, se je začela z nerednim napadom na britanski polk na pohodu pri Bronkhorstspruitu. Britanske garnizije v Transvaalu so bile oblegane, a le ena je padla v roke republikancev.
Buri so Britance premagali pri Laing's Neku in Ingogou, 27. februarja 1881 pa je pri Majubi na čelu svojih čet padel general sir George Pomeroy Colley. Medtem ko bi Britanci v drugih okoliščinah poslali več vojakov in premagali upornike, se je premier William Gladstone odločil za mir. Sestava podrobne mirovne pogodbe – Pretorske konvencije – je bila prepuščena kraljevi komisiji, ki so jo sestavljali sir Hercules Robinson, general sir Evelyn Wood in sodnik John de Villiers iz Kapske kolonije. Britanija je ozemlje zdaj imenovala Transvaalska država, Volksraad pa je staro Južnoafriško republiko štel za obnovljeno.

### Neodvisnost
ZAR je postala popolnoma neodvisna 27. februarja 1884, ko je bila podpisana Londonska konvencija. Država je po tem datumu samostojno sklenila tudi različne sporazume z drugimi tujimi državami. 3. novembra 1884 je država podpisala poštno konvencijo z vlado kolonije Cape in kasneje podobno konvencijo z Svobodno državo oranje.
Novembra 1859 sta se neodvisni republiki Lijdenburg in Utrecht združili z ZAR. 9. maja 1887 so meščani z ozemlja Stellaland in Goosen (včasih imenovana Goshen) dobili volilno pravico ZAR. 25. julija 1895 so meščani, ki so sodelovali v bitki pri Zoutpansbergu, dobili državljanstvo ZAR.

## Ustava in zakoni
Ustava ZAR je bila za svoj čas pravno zanimiva. Vsebovala je določbe o delitvi med političnim vodstvom in nosilci funkcij v vladni upravi. Pravni sistem je bil sestavljen iz višjih in nižjih sodišč ter je sprejel sistem porote. Zakone je izvrševala policija Južnoafriške republike (Zuid Afrikaansche Republiek Politie ali ZARP), ki je bila razdeljena na konjeniško policijo (Rijdende Politie) in pešadijsko policijo.
Ustanovljene so bile tudi občinska uprava, okrožno sodišče Witwatersrand in višje sodišče Transvaala.

## Demografija
Državni almanah za leto 1897 navaja, da je bilo skupno belo prebivalstvo 245.397, skupno črno prebivalstvo pa 622.544.

### Religija
Sprva država in cerkev v ustavi nista bili ločeni; državljani ZAR so morali biti člani Nederduitsch Hervormde Kerk, veroizpovedi, ki se je odcepila od nizozemske reformirane cerkve. Leta 1858 so bile te določbe v ustavi spremenjene, da bi Volksraadu omogočile odobritev drugih nizozemskih krščanskih cerkva. Doppersko cerkev je Volksraad odobril leta 1858, kar je Paulu Krugerju, ki je bil sam Dopper, omogočilo, da je ostal državljan ZAR.
Samo Sveto pismo se je pogosto uporabljalo tudi za razlago namena pravnih dokumentov. Sveto pismo se je uporabljalo tudi za razlago sporazuma o izmenjavi zapornikov, doseženega v skladu s konvencijo Sand River med komandosom ZAR, ki ga je vodil Kruger, in komandosom Svobodne države oranje. Predsednik Jacobus Nicolaas Boshoff je izrekel smrtno obsodbo nad dvema državljanoma ZAR zaradi izdaje. Kruger se je s predsednikom Boshoffom prepiral, da Sveto pismo pravi, da kazen ne pomeni smrtne obsodbe, in na izmenjavi zapornikov so se dogovorili, da bo obtoženi kaznovan, če bo spoznan za krivega. Po posvetovanju s Svetim pismom poveljnika Krugerja je Boshoff moškim kazni spremenil v bičanje s sjambokom.

### Državljanstvo
Državljanstvo ZAR je bilo uzakonjeno z ustavo in zakonom št. 7 iz leta 1882, kakor je bil spremenjen 23. junija 1890. Državljanstvo se je pridobilo z rojstvom v republiki ali z naturalizacijo. Volilna pravica je bila 16 let. Osebe, ki niso bile rojene v republiki, so lahko postale državljani s predpisano prisego in pridobitvijo potrdil o naturalizaciji. Prisega je vključevala opustitev, zavrženje in odpoved vsej zvestobi in podrejenosti tujim suverenostim, zlasti prejšnjemu državljanstvu. Po zakonu iz leta 1855 so lahko državljani ZAR in lastniki zemlje bili le belci. Ustava ZAR je določala: »Ljudstvo (folk) ni pripravljeno dovoliti kakršne koli enakosti nebelih z belimi prebivalci, niti v cerkvi niti v državi«.
Zlata mrzlica v Witwatersrandu je povzročila pritok Indijcev in Kitajcev v novo mesto Johannesburg, ki je nastajalo na veldu, zaradi česar je Volksraad sprejel zakon št. 3, katerega cilj je bil ustaviti azijsko priseljevanje v Transvaal. V skladu z zakonom št. 3 je bilo vsem Azijcem, ki so bili opredeljeni kot »Kuliji, Kitajci itd., Arabci, Malajci in muslimanski podložniki turške oblasti«, prepovedano imeti nepremičnine, registrirati se morajo pri lokalnem sodniku v 8 dneh po prihodu, biti omejeni na bivanje v določenih soseskah in plačati vstopnino v višini 25 funtov. Indijski trgovci, ki so bili razvrščeni kot »Arabci«, so temu zakonu nasprotovali in se obrnili na britansko vlado, naj zaščiti njihove pravice kot britanskih podložnikov. Po britanskem diplomatskem pritisku je Volksraad leta 1887 spremenil zakon št. 3, da bi "Azijcem" omogočil pravico do lastništva nepremičnine, ne pa tudi zemlje, vstopnina pa se je znižala na 3 funte.[33] Ker so Indijci v ZAR imeli britansko vlado, ki jih je ščitila, so protiazijski zakoni v ZAR običajno izločali Kitajce, čeprav so bili hongkonški Kitajci, tako kot Indijci, kot britanski podložniki lahko upravičeni do določenih izjem od protikitajskih zakonov.
Da bi bili beli tujci upravičeni do državljanstva, so morali v republiki prebivati dve leti, biti brezhibnega značaja in biti sprejeti kot člani nizozemske reformirane ali reformirane cerkve. 20. septembra 1893 je bila ustava ZAR spremenjena tako, da sta se morali dve tretjini Volksraada strinjati s spremembami zakona o državljanstvu. Ta razglas št. 224 je spremenil tudi zakon št. 7 glede volilne pravice.
Vsi državljani, ki so bili rojeni v ZAR ali so pridobili volilno pravico pred 23. junijem 1890, so imeli pravico voliti tako na prvem kot na drugem Volksraadu in na vseh drugih volitvah. Državljani, ki so volilno pravico pridobili z naturalizacijo po 23. juniju 1890, so lahko volili na vseh volitvah, razen na tistih za prvi Volksraad. Skupno prebivalstvo republike je bilo leta 1890 ocenjeno na 120.000 ljudi.

### Jezik
Jezik, ki so ga govorili in pisali državljani ZAR, je bila različica nizozemščine, lokalno imenovana Hooghollands. 3. oktobra 1884 je Volksraad izjavil, da imajo razlog za domnevo, da se v nekaterih šolah uporablja nečista nizozemščina (pravzaprav zgodnja oblika afrikanščine). Volksraad je izdal Razglas 207 in prisilil nadzornika šolstva, da uporabi jezikovni zakon, ki uveljavlja izključno uporabo nizozemščine. 30. julija 1888 je bila nizozemščina razglašena za edini uradni jezik na sodišču, pa tudi v izobraževanju, trgovini in splošni rabi. Vsi drugi jeziki so bili razglašeni za "tuje".
Te spremembe zakonov ZAR so uporabo vseh drugih tujih jezikov v ZAR naredile nezakonito. 1. oktobra 1895 je bil Alfred Fernandez Harington imenovan za učitelja angleščine na državni vzorčni šoli v Pretorii. Uporaba katerega koli tujega jezika je bila kazensko kaznovana z globo v višini 20 funtov (ZAR) za vsak prekršek. Britanci so podobno nekaj desetletij prej razglasili angleščino za edini jezik, ki se govori v Kapski koloniji, in prepovedali nizozemščino. Odkritje zlata leta 1885 je povzročilo velik pritok tujcev. Do leta 1896 je jezik vlade in državljanov ostal nizozemščina, vendar se je na mnogih tržnicah, v trgovinah in domovih govorilo angleško.

## Gospodarstvo in promet
Odkritje zlata med zlato mrzlico v Witwatersrandu leta 1886 je spremenilo gospodarsko usodo prej osiromašenega ZAR-ja. Mesto Johannesburg je bilo ustanovljeno kot mesto za rudarjenje zlata istega leta. V 10 letih je zraslo v največje mesto v južni Afriki in prehitelo Cape Town.
Odkritje zlata je omogočilo gradnjo železniškega omrežja v ZAR-ju. Vzhodno-zahodne železnice v ZAR-ju, zlasti progo od Pretorie do Lourenço Marques v portugalski vzhodni Afriki, je zgradila Nizozemsko-južnoafriška železniška družba. Gradnja proge Pretoria-Lourenço Marques je ZAR-ju omogočila dostop do pristaniških objektov, ki jih ni nadzoroval Britanski imperij, kar je bila ključna politika Paula Krugerja, ki jo je imel za ključno za dolgoročno preživetje države.